# Quintana de Rueda
Quintana de Rueda es una localidad del municipio de Valdepolo, comarca Tierra de León, en la provincia de León, Comunidad Autónoma de Castilla y León (España).
En Quintana de Rueda se ubica el ayuntamiento del municipio de Valdepolo y es el núcleo de mayor población.

## Toponimia
Quintana: Se denomina quintana a un caserío de labor, es decir, donde vivía una familia o unas pocas familias. La agrupación de varias familias conformarían un poblado y, más adelante, una aldea que se llamó «Quintana». Quintana viene de la fusión de una palabra celta ana, que quiere decir «agua», y una latina aqua, que también significa «agua». En este caso sería aqua-t-ana, que desembocaría en «Quintana» (lugar de agua).
Rueda: Procede del latín rota, que quiere decir «rueda».
Robledo: También fue utilizada para denominar la localidad de Quintana y quiere decir «lugar abundante de robles».

## Situación
Está situada en la margen izquierda del río Esla. Tiene acceso desde León a través de la carretera N-601 (León-Valladolid), que enlaza a la altura de Mansilla de las Mulas con la carretera N-625 (León-Santander), que atraviesa la localidad.
Limita con Valdepolo al E; Villahibiera al NE; Cifuentes de Rueda al N; Rueda del Almirante y Villamondrín de Rueda al O y La Aldea del Puente y Saelices del Payuelo al SO.

## Evolución demográfica
| 2000 | 2001 | 2002 | 2003 | 2004 | 2005 | 2006 | 2007 | 2008 | 2009 | 2010 | 2011 | 2018 |
| 452  | 450  | 442  | 437  | 441  | 447  | 429  | 421  | 403  | 400  | 387  | 390  | 400  |

## Historia
Su origen está unido a San Juan de Robledo o Robledo de San Juan, tierra de señorío, dependiente de la casa de los Enríquez, almirantes de Castilla y señores de Rueda.
En 979 aparece con el nombre de Quintanas de Santa Eulalia. En 1046 tiene el nombre de Quintana de Valdepoblo. En 1240, en un escrito del monasterio de Gradefes, se le denomina Quintanas de Robledo. Sin embargo, en un documento fechado en 1104, conservado en el Archivo Histórico Nacional, figura el nombre actual de Quintanas de Rueda.
En 1849, Pascual Madoz, en su Diccionario geográfico-estadístico-histórico de España y sus posesiones de Ultramar, lo describe así:

Lugar en la provincia y diócesis de León, partido judicial de Sahagún, audiencia territorial y c.g. de Valladolid, ayuntamiento de Valdepolo. Situado a las márgenes del río Esla. Su clima es bastante sano. Tiene 40 casas; escuela de primeras letras; iglesia parroquial (san Esteban), servida por un cura de primer ascenso y presentación de S.M. en los meses apostólicos, y en los ordinarios del diocesano y las monjas de Gradefes, orden de San Benito; y buenas aguas potables. Confina con Rueda del Almirante y Vega de los Árboles. El terreno es de mediana y buena calidad, y le fertilizan las aguas del Esla. Produce granos, algunas legumbres, lino, vino y pastos; cría ganados; caza y pesca. Población: 40 vecinos, 124 almas.

## Servicios
- Colegio Rural Agrupado (CRA): colegio de educación infantil y primaria dependiente de la Junta de Castilla y León.[4]
- Piscina municipal.
- Tanatorio: inaugurado en 2007.[5]
- Talleres mecánicos.
- Carpintería.

## Economía
En una localidad de economía fundamentalmente agraria (agrícola y ganadera). La concentración parcelaria se completó el 1 de enero de 1967.

## Patrimonio
- Iglesia de Santo Tomás.
- Palomares tradicionales.

## Ocio
La oferta de ocio incluye, entre otros:
- Fiesta de la Octava del Corpus Christi.
- Encuentros corales. El pueblo tiene su propio coro: «Coro Escarcha de Quintana de Rueda».
- Representaciones teatrales.
- Corros de lucha leonesa.
- Encuentros de encaje de bolillos.